# Melolontha albida
Melolontha albida är en skalbaggsart som beskrevs av Imre Frivaldszky 1835. Melolontha albida ingår i släktet Melolontha och familjen Melolonthidae. Inga underarter finns listade i Catalogue of Life.

## Bildgalleri

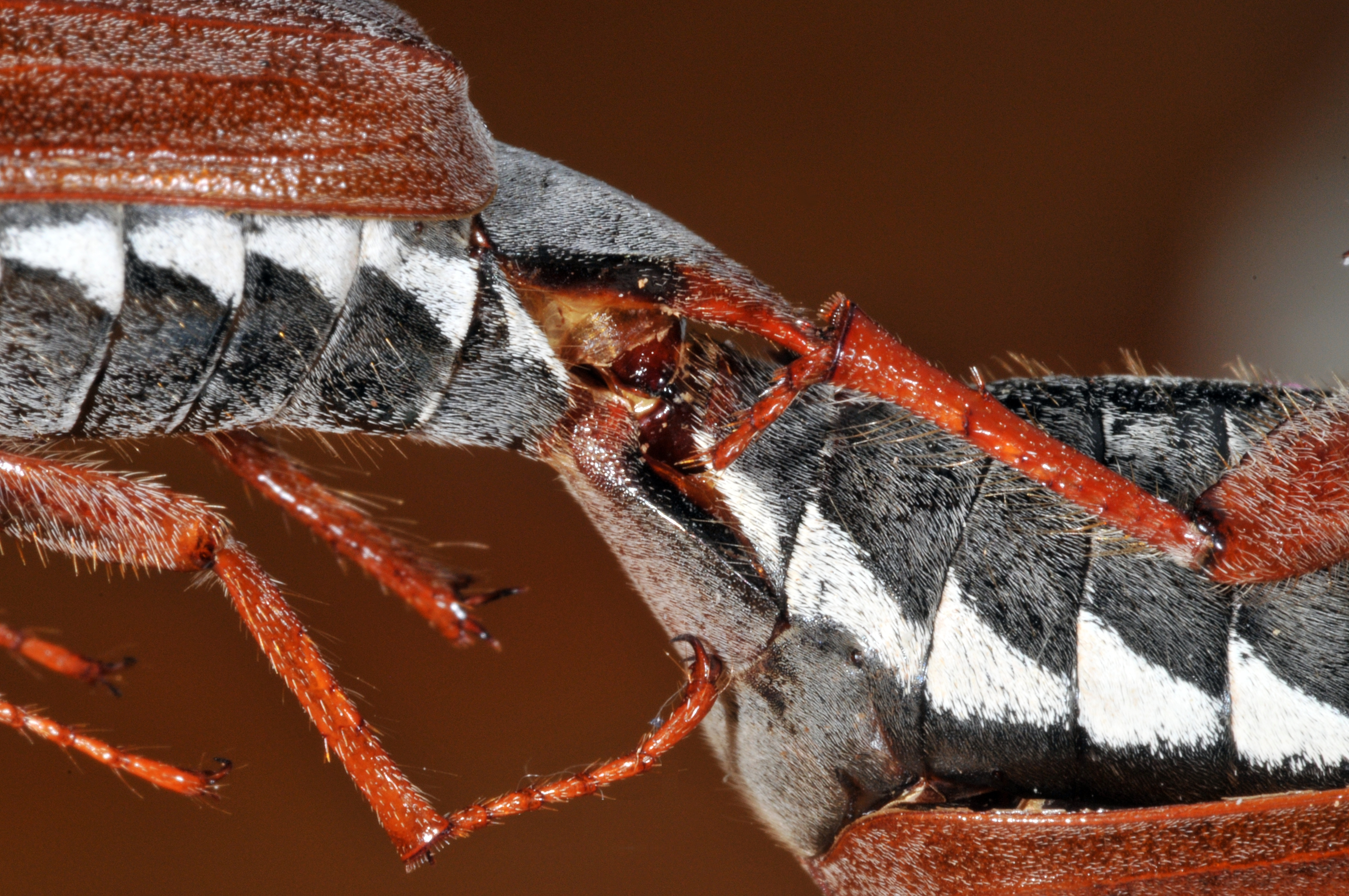
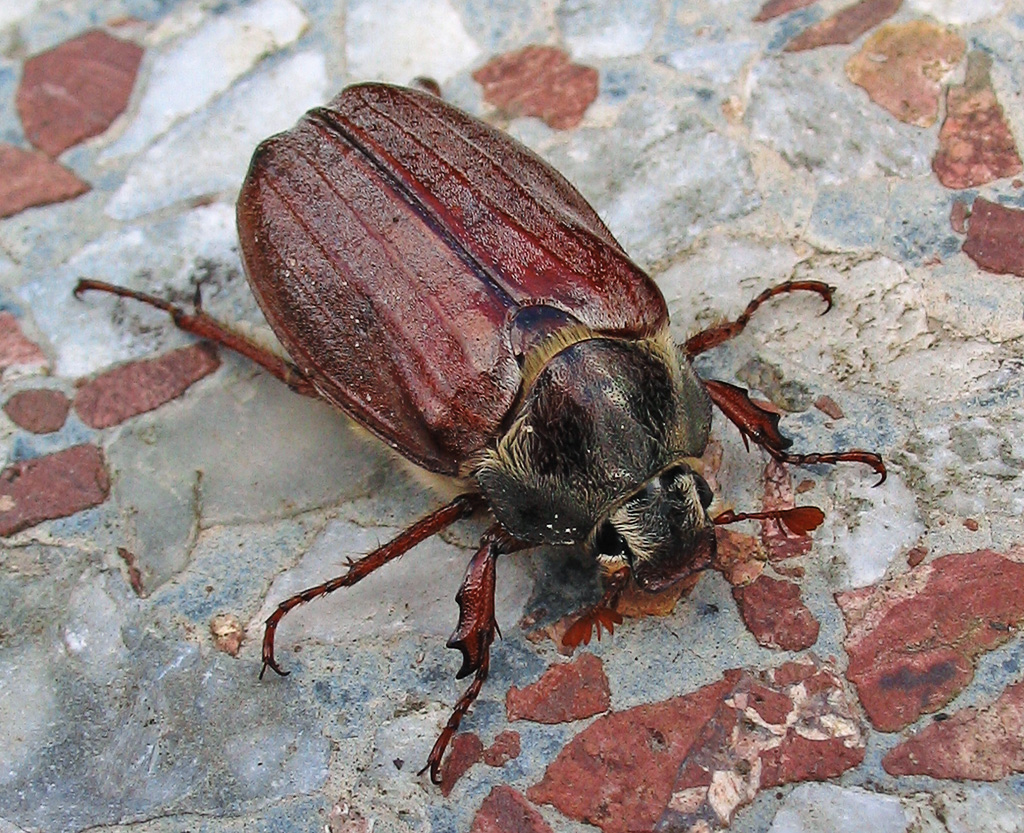
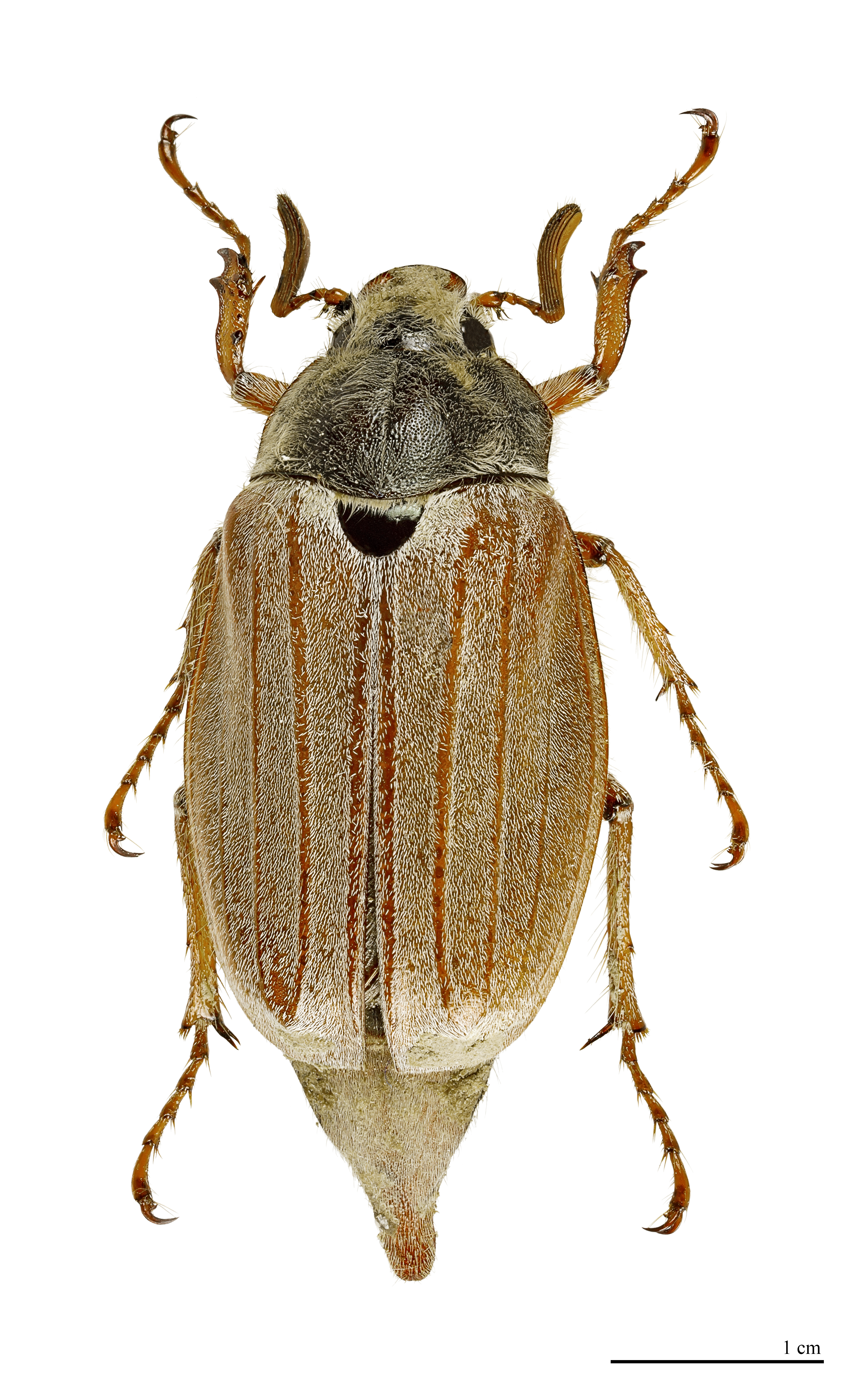
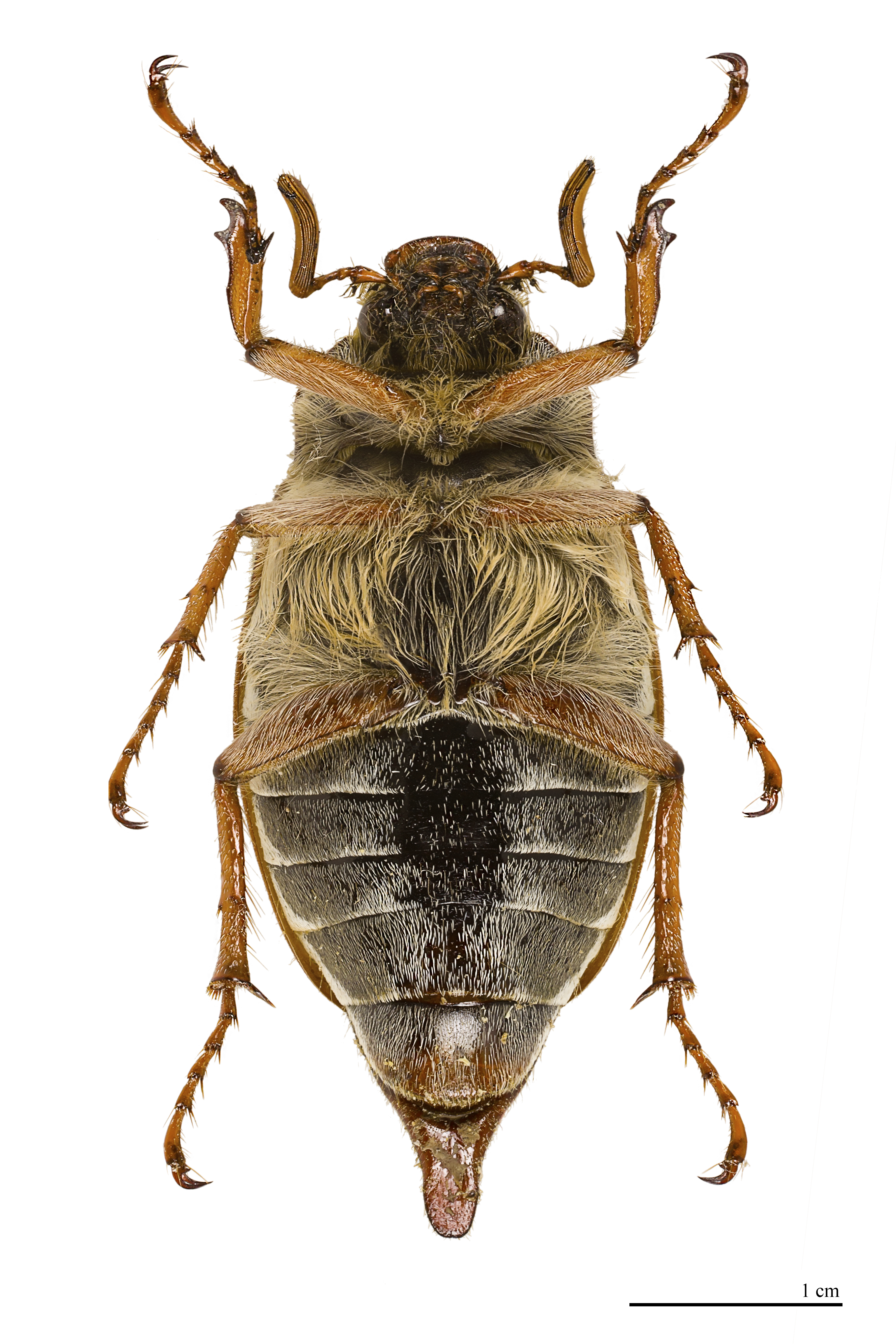
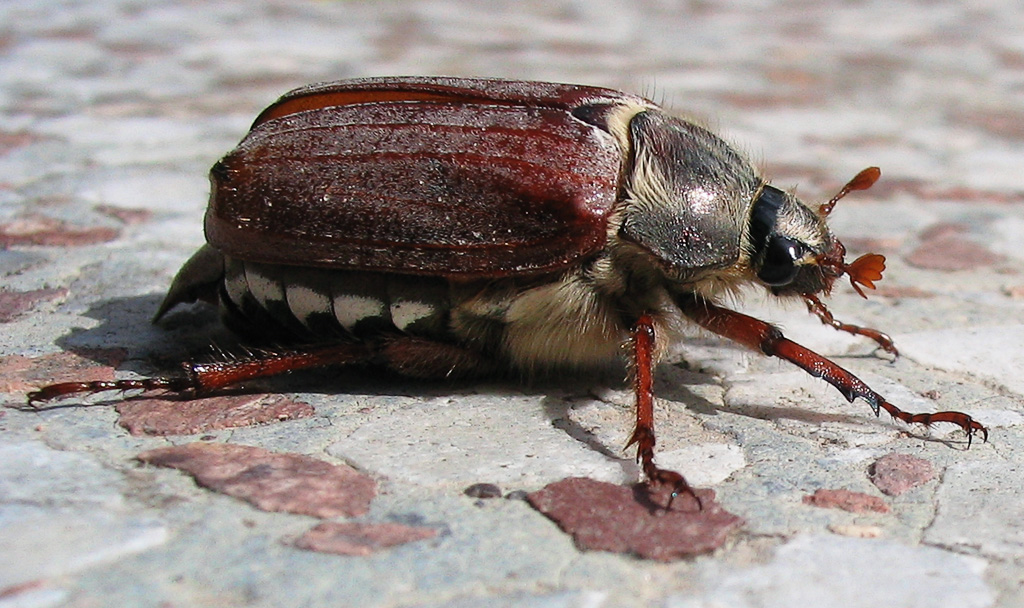
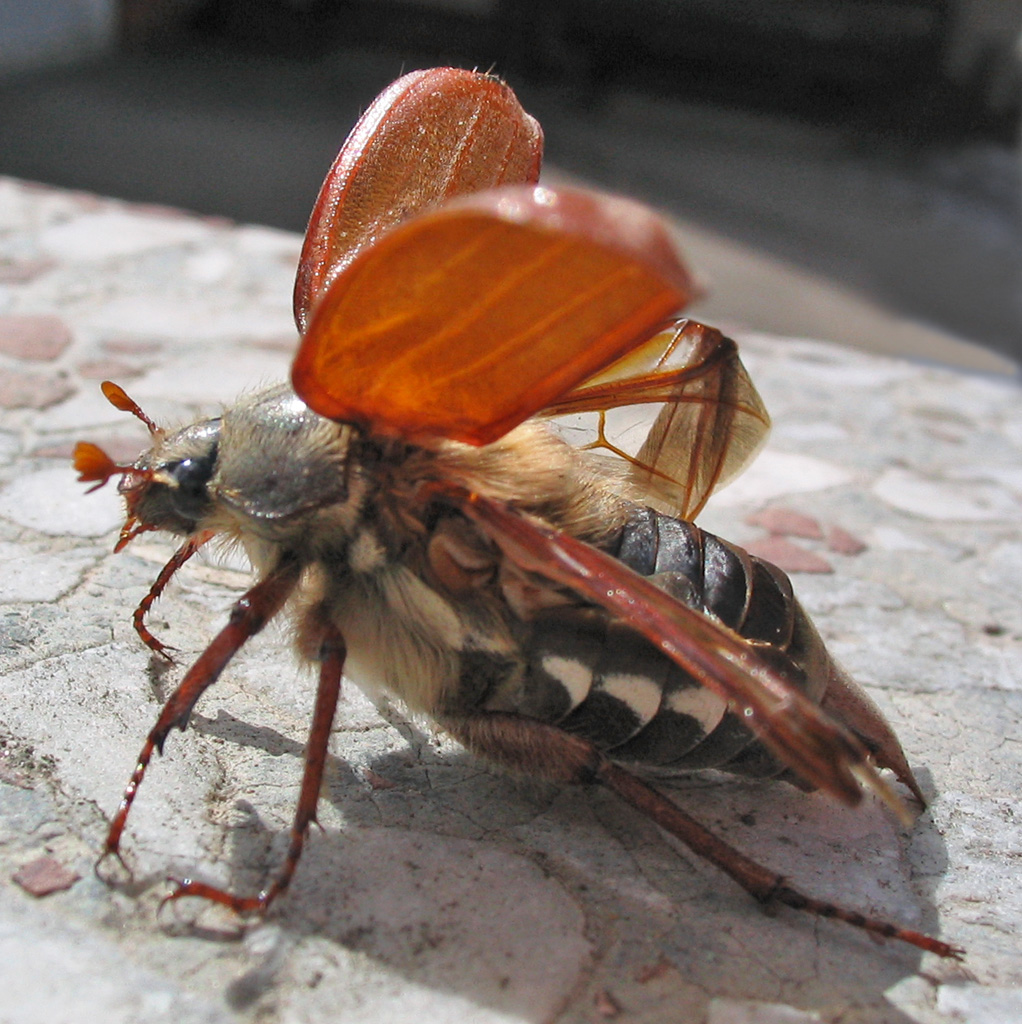